# П'єр Ренуар

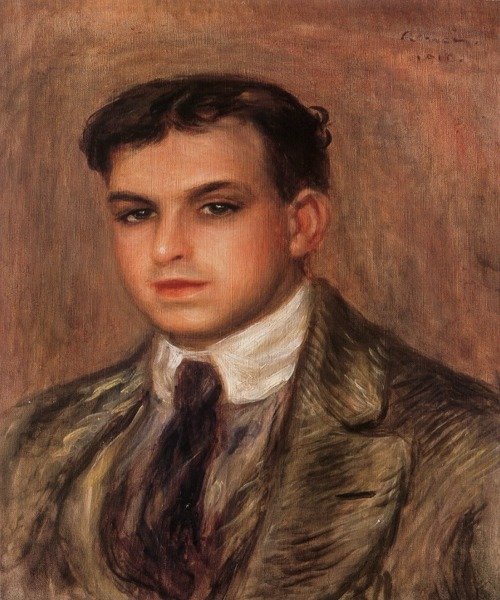
Портрет П'єра Ренуара роботи його батька, 1910

П'єр Ренуа́р (фр. Pierre Renoir; нар. 21 березня 1885, Париж, Франція — 11 березня 1952, там само) — французький театральний та кіноактор. Син видатного французького художника Огюста Ренуара; старший брат кінорежисера Жана Ренуара. Був другом і близьким соратником актора Луї Жуве.

## Біографія
П'єр Ренуар народився в Парижі 21 березня 1885 року. Його батько — видатний французький художник Огюст Ренуар, мати — Аліна Шаріго. Старший брат П'єра — Жан (нар. 1904) став відомим французьким кінорежисером. П'єр Ренар навчався в Інституті Notre-Dame de Sainte-Croix, але захопившись театром, у 1907 році поступив до Консерваторії драматичного мистецтва та почав виступати в бульварному театрах. П'єр Ренуар мало цікавився німим кіно, проте, у 1910-х роках зіграв кілька невеликих кіноролей, в тому числі у парі з акторкою Вірою Сержен, на якій він пізніше одружився. У 1913 році у пари народився син Клод, який в майбутньому став кінооператором.
Під час Першої світової війни брав участь у бойових діях, був поранений. Після одужання Ренуар відновив свою акторську кар'єру. У 1928 році він був прийнятий до престижної трупи Луї Жуве де зіграв низку ролей у п'єсах Жана Жироду.
Після розлучення з Вірою Сержен у 1925 році, П'єр Ренуар одружився з іншою акторкою, Марі-Луїзою Іріб, разом з якою він створив компанію з виробництва фільмів Les Artistes réunis. Після розлучення у 1933 році з Марі-Луїзою, Ренуар одружився втретє на акторці Елізі Руїс.
Наприкінці 1920-х років молодший брат П'єра Ренуара Жан Ренуар залучив його до роботи в кіно, і в 1932 році П'єр зіграв свою першу велику кінороль — комісара Мегре, — у фільмі брата «Ніч на перехресті». Крім того, Жан Ренуар знімав П'єра і в інших своїх кінороботах — «Донька води» (1924), «Мадам Боварі» (1934) і «Марсельєза» (1938, роль Людовик XVI). Визнання до П'єра Ренуара як актора прийшло після зіграної ним ролі капітана Веллера у фільмі Жульєна Дювів'є «Рота» (1935).
Під час окупації Франції в роки Другої світової війни П'єр Ренуар разом з Карлом Дулленом і Гастоном Батія очолював Асоціацію паризьких театральних режисерів, організацію, створену в жовтні 1940 року під німецьким керівництвом. Ренуар залишався там до листопада 1943 року.
У 1951 році П'єр Ренуар зіграв свою останню роль в кіно разом зі своїм другом Луї Жуве у стрічці «Кнок» Гая Лефранка. Всього за час своєї акторської кар'єри П'єр Ренуар знявся у 65-ти фільмах.
Помер П'єр Ренуар у Парижі 11 березня 1952 року. Похований на цвинтарі в Ессуа (департамент Об), на батьківщині своєї матері, поряд зі своїм батьком, матір'ю та двома братами.

## Фільмографія (вибіркова)
| Рік  |   | Українська назва             | Оригінальна назва                       | Роль                       |
| ---- | - | ---------------------------- | --------------------------------------- | -------------------------- |
| 1911 | ф | Плотина                      | La digue                                |                            |
| 1918 | ф | Маріон Делорм                | Marion de Lorme                         | Луї XIII                   |
| 1925 | ф | Донька води                  | La Fille de l'eau                       | Фармер                     |
| 1932 | ф | Ніч на перехресті            | La nuit du carrefour                    | комісар Мегре              |
| 1933 | ф | Агонія орлів                 | L'agonie des aigles                     | полковник де Монтанде      |
| 1934 | ф | Мадам Боварі                 | Madame Bovary                           | Шарль Боварі               |
| 1935 | ф | Товариш                      | Tovaritch                               | Горотченко                 |
| 1935 | ф | Рота                         | La bandera                              | капітан Веллер             |
| 1935 | ф | Озброєна варта               | Veille d'armes                          | командувач Бранбург        |
| 1936 | ф | Очима Заходу                 | Razumov: Sous les yeux d'occident       | поліцейський               |
| 1936 | ф | Вовки серед нас              | Les loups entre eux                     | Годфрід Велтер             |
| 1936 | ф | Коли б'ють північ            | Quand minuit sonnera                    | Жан Вердьє                 |
| 1937 | ф | Фортеця тиші                 | La citadelle du silence                 | Степан                     |
| 1937 | ф | Молленар                     | Mollenard                               | Боннеро                    |
| 1937 | ф | Справа Лафаржа               | L'affaire Lafarge                       | Шарль Лафарж               |
| 1938 | ф | Марсельєза                   | La Marseillaise                         | король Франції Людовик XVI |
| 1938 | ф | Білі ночі Санкт-Петербургу   | Les nuits blanches de Saint-Pétersbourg | Іван Боровський            |
| 1938 | ф | Патріот                      | Le patriote                             | Пален                      |
| 1938 | ф | Рай Сатани                   | Le paradis de Satan                     | Аристотель                 |
| 1938 | ф | Слід півдня                  | La piste du sud                         | Столберг                   |
| 1938 | ф | Мальтійський будинок         | La maison du Maltais                    | Шервен                     |
| 1938 | ф | Бунтар                       | Le révolté                              | капітан Йоріц              |
| 1939 | ф | Кораловий риф                | Le récif de corail                      | Еббой                      |
| 1939 | ф | Пастка                       | Pièges                                  | Бремонтьє                  |
| 1941 | ф | Пастка                       | L'embuscade                             | Жан Гері                   |
| 1941 | ф | Павільйон, що згорів         | Le pavillon brûle                       | Журденс                    |
| 1942 | ф | Макао, пекло картярів        | Macao, l'enfer du jeu                   | Вернер фо Краль            |
| 1942 | ф | Газета виходить о 5-й годині | Le journal tombe à cinq heures          | Франсуа Маршаль            |
| 1942 | ф | Останній козир               | Dernier atout                           | Руді Скор                  |
| 1942 | ф | Поклик села                  | L'appel du bled                         | Мішо                       |
| 1943 | ф | Вовк Мальвенера              | Le loup des Malveneur                   | Реджинальд де Malveneur    |
| 1943 | ф | Мадам і смерть               | Madame et le mort                       | Шарль де Брюн              |
| 1943 | ф | Торнавара                    | Tornavara                               | Сігурд Фрамрус             |
| 1944 | ф | Пасажир без багажу           | Le voyageur sans bagages                | Жорж Рено                  |
| 1945 | ф | Діти райка                   | Les enfants du paradis                  | Джеріко                    |
| 1945 | ф | Батько Горіо                 | Le père Goriot                          | Вотрен                     |
| 1945 | ф | Таємниця Сен-Валя            | Le mystère Saint-Val                    | Дартіньяк                  |
| 1945 | ф | Жебрачка Марі                | Marie la Misère                         | П'єр Десорм                |
| 1946 | ф | Капітан                      | Le capitan                              | Le duc d'Angoulême         |
| 1948 | ф | Дама, що прийшла об 11-й     | La dame d'onze heures                   | Жерар Пескара              |
| 1948 | ф | Підпільний вантаж            | Cargaison clandestine                   | комісар поліції            |
| 1948 | ф | Велика вольєра               | La grande volière                       | Валетт                     |
| 1949 | ф | Скандал на Єлісейських полях | Scandale aux Champs-Élysées             | Домінік Айрель             |
| 1949 | ф | Таємниця жовтої кімнати      | Le mystère de la chambre jaune          | професор Стенжерсон        |
| 1949 | ф | Ферма семи гріхів            | La ferme des sept péchés                | королівський прокурор      |
| 1949 | ф | Божий суд                    | Le Jugement de Dieu                     | герцог Ернест де Бав'є     |
| 1949 | ф | Загроза вбивством            | Menace de mort                          |                            |
| 1951 | ф | Кнок                         | Knock                                   | Мушкет, фармацевт          |